# Transport kolejowy na Tonga
Transport kolejowy na Tonga – historyczny system transportu szynowego na Tonga (Oceania). Obecnie nie funkcjonuje tam transport szynowy.
Na wyspie funkcjonowała w przeszłości jedna linia kolejowa, biegnąca od centralnej laguny przez miasto Nukuʻalofa do nabrzeża portowego (Vuna Wharf), która służyła do transportu kopry. Jej dawna trasa przebiega w przybliżeniu tak, jak obecna Railway Road. Trudno jest w oparciu o źródła ustalić lata funkcjonowania linii, wiadomo jednak, że przedsiębiorstwo Caldwell Vale z Australii dostarczyło na potrzeby obsługi trasy niewielką czterokołową lokomotywę spalinową, co nastąpiło prawdopodobnie około roku 1914.
Szyna z dawnej linii jest używana jako podnóżek w jednej z kawiarni w Nukuʻalofa.